# Coccoloba orinocana
Coccoloba orinocana är en slideväxtart som beskrevs av Howard. Coccoloba orinocana ingår i släktet Coccoloba och familjen slideväxter. Inga underarter finns listade i Catalogue of Life.